# Centaur Technology
Centaur Technology é uma companhia desenvolvedora de microprocessadores  x86, subsidiária da empresa VIA Technologies de Taiwan.

## História
A Centaur Technologies foi fundada em abril de 1995 por Glenn Henry, Terry Parks, Darius Gaskins e Al Sato com aporte financeiro da Integrated Device Technology, a IDT. O negócio começou com o desenvolvimento de microprocessadores x86 menores e mais econômicos que os chips da Intel.
Para que obtivesse sucesso, a empresa fundamentara seu empreendimento em dois elementos: primeiro, um desenho exclusivo, desenvolvido do zero, um núcleo otimizado de maneira distinta aos da Intel; segundo, uma abordagem de gerenciamento única, destinada a alcançar níveis elevados de produtividade. A empresa materializou estes fundamentos em sua primeira série de processadores, lançada ao mercado sob a marca Winchip, registrada pela IDT. Estes microprocessadores apresentavam uma arquitetura totalmente diferente daquela usada nos concorrentes da época; o chip era pequeno e consumia pouco, baseado na arquitetura RISC, possuia um único pipeline e executava as instruções em ordem, o que o aproximava do 486 e o diferenciava de seus concorrentes diretos.
Em setembro de 1999, a Centaur Technology foi vendida à VIA Technologies. Mesmo com a troca de comando, a empresa manteve seu foco em processadores baratos e econômicos, o núcleo anteriormente vendido como Winchip foi melhorado e tornou-se a segunda versão do Cyrix III da VIA, posteriormente nomeado de VIA C3. Desde então, vários processadores foram desenhados pela Centaur e lançados ao mercado com o nome de VIA C3, VIA C7 e VIA Nano.